# Dunmore Head
Dunmore Head är en udde i republiken Irland.   Den ligger i grevskapet Ciarraí och provinsen Munster, i den sydvästra delen av landet, 300 km väster om huvudstaden Dublin.
Terrängen inåt land är kuperad åt nordost, men åt nordväst är den platt. Havet är nära Dunmore Head åt sydväst. Närmaste större samhälle är Dingle, 15,0 km öster om Dunmore Head. 